# Cruel Intentions 2
Cruel Intentions 2 (bra: Segundas Intenções 2; prt: Estranhas Ligações 2) é um filme de comédia dramática americano lançado em 2000, sequência de Segundas Intenções. Dirigido por Roger Kumble, é estrelado por Robin Dunne, Sarah Thompson, Amy Adams e Keri Lynn Pratt. O filme foi lançado diretamente em DVD.

## Sinopse
Devido à ida de sua mãe para uma clínica de recuperação de drogados, o jovem Sebastian Valmont (Robin Dunne) passa a morar com seu pai Edward Valmont (David McIlwraith), sua madrasta Tiffany Merteuil (Mimi Rogers) e a filha dela, Kathryn Merteuil (Amy Adams). Kathryn deseja fazer o gênero de boa moça e para tanto busca agradar seus pais, enquanto que Sebastian pouco se importa com a riqueza deles. Os dois logo entram em conflito, principalmente após Sebastian se apaixonar pela jovem e inocente Danielle (Sarah Thompson), filha do diretor da escola onde agora estuda.

## Elenco
- Robin Dunne — Sebastian Valmont
- Sarah Thompson — Danielle Sherman
- Keri Lynn Pratt — Cherie Claymon
- Amy Adams — Kathryn Merteuil
- Barry Flatman — Headmaster Sherman
- Mimi Rogers — Tiffany Merteuil
- Teresa Hill — Lilly
- Barclay Hope — Mr. Felder
- Tane McClure — Bunny Claymon
- David McIlwraith — Edward Valmont
- Jonathan Potts — Assistant Headmaster Steve Muller
- Caley Wilson — Blaine Tuttle
- Deanna Wright — Penny Cartwright
- Clement von Franckenstein — Henry
- Shûko Akune — Min Lin
- Hans Schoeber — Gunther
- Nicholas Guilak — Fred
- Christophe Davidson — Gordon Anderson
- Andrew Kraulis — Court Reynolds
- Ian D. Clark — Principal Freeman
- Jillian Hart — Delores Freeman
- Anne Sorell — Gretchen
- Alicia Sorell — Sarah

## Trilha sonora
Nos créditos do filme, a música de Edward Shearmur para Cruel Intentions e a música de Stephen Endelman de Jawbreaker são listados como sendo usado no filme.
Outras canções utilizadas em Cruel Intentions 2 incluem:
- Thin Lizard Dawn - Weed
- Thin Lizard Dawn - "Under the Wing"
- Jessica Theely - "In Good Time"
- The Julie Band - "Bad Day"
- Cupcake - "Blood Thirsty"
- Treble Charger - "Left Feeling Odd"
- Gearwhore - "Passion"
- Jessica Sheely - "No Regrets"
- Bernie Barlow - "I Wanna Know Where Nowhere Is"
- Thin Lizard Dawn - "Turn Yourself In"
- Michael Greenspan - "I Want You"
- Lorna Vallings - "Taste"
- Shelly O'Neil - "Best Friend"
- Shelly Peiken - "Good to Me"
- Shelly O'Neil - "Make It Happen"
- The Julie Band - "Julie Goes Home Now"
- Jessica Sheely - "Feel Something"
- The Smithereens - "All Revved Up"
- The Smithereens - "The Last Good Time"